# Groși
Groși (Tőkésbánya en hongrois, Thuckesburg en allemand) est une commune roumaine du județ de Maramureș, dans la région historique de Transylvanie et dans la région de développement du Nord-Ouest.

## Géographie
La commune de Groși est située à 5 km au sud-est de Baia Mare, la préfecture du județ, sur les premiers contreforts des Monts Gutâi.
Elle se compose des villages de Groși (1 191 habitants en 2002), siège de la commune, de Ocoliș (506 habitants en 2002) et de Satu Nou de Jos (836 habitants en 2002).

## Histoire
La première mention écrite du village date de 1411 sous le nom hongrois de Thukes.
La légende raconte qu'au XIIe siècle, la contrée couverte de forêts d'énormes chênes servait de refuge aux habitants pendant les invasions des barbares. Un chêne de presque 300 ans, à l'entrée du village de Groși, en est le symbole.

## Démographie
En 1910, le village comptait 2 310 Roumains (97,8 % de la population) et 44 Hongrois (1,9 %).
En 1930, les autorités recensaient 2 451 Roumains (98,4 %) ainsi qu'une petite communauté juive de 33 personnes (1,3 %) qui fut exterminée par les Nazis durant la Seconde Guerre mondiale.
En 2002, le village comptait 2 508 Roumains (99 %) .
| 1880  | 1900  | 1910  | 1930  | 1956  | 1977  | 1992  | 2002  | 2007  |
| ----- | ----- | ----- | ----- | ----- | ----- | ----- | ----- | ----- |
| 1 782 | 2 152 | 2 362 | 2 492 | 2 870 | 2 953 | 2 479 | 2 533 | 2 474 |

## Économie
L'économie de la commune, malgré sa proximité avec Baia Mare, est essentiellement agricole (2 115 ha de terres agricoles, 42 ha de forêts).

## Lieux et monuments
- Monastère de Habra, entièrement reconstruit en 1996 sur les ruines de l'édifice précédent.